# Muyayos de Raiz
Muyayos de Raíz  es un grupo de música balcánica y folk. 

## Biografía
Muyayos de Raíz fue fundado en Utrecht (Países Bajos) en 2005,  Es un cuarteto de inusual instrumentación con raíces folk de distintas partes de nuestro continente.
Utilizando sus propios arreglos y composiciones, exploran nuevas formas de interpretar música tradicional (zíngara, celta, vasca, gallega...) dándole un aire fresco, renovado y lleno de vida. 
En su sonido destaca el hecho de que todos sean músicos clásicos, colaboradores con orquestas como la Orquesta Sinfónica de Castilla y León, Rotterdam Kamerorkest y la Orquesta Nacional de España entre otras.
Con Muyayos de Raíz han actuado en numerosas ocasiones tanto en Holanda como en España, Portugal y China, siendo la energía, la fuerza y la felicidad ingredientes básicos en sus conciertos.
En 2006 formaron parte en los "Circuitos Injuve Folk 2006", en 2007 ganaron el Primer Premio de Músicas Étnicas y/o Fusionadas Fundación Canal y en 2008 ficharon por "El Pescador de Estrellas", sello con el que sacaron en 2009 su primer disco producido por Paco Ortega. En 2010 ganan el Primer Premio del Concurso Folk Escenario Prau, premio con el que sacan su segundo álbum, "Sinpa". 
Sus conciertos han sido retransmitidos en directo en la RTVE y Cadena Ser entre otras.

## Discografía

### Muyayos de Raíz (2008)
- Intro
- Bessarabian gyal
- Muyayos
- Tirauki
- Engañabaldosas
- Reggae de hoy
- Aldapeko
- Plastiquito
- Estoy Petao
- Don Sancho
- Inspector Gadget

### Muyayos de Raíz - Sinpa (2010)
- Guárdame las vacas
- Yo soy el Maki
- Apagafarolas
- La célula de Joe
- Me llamaste (a los 9 meses)
- Pulito
- Txikito
- Coolest
- Fili de la cula
- Galiza Calidade
- Extra, extra (wild wild west)

## Premios y nominaciones
| Año  | Trabajo nominado | Premio                                                       | Categoría | Resultado     |
| ---- | ---------------- | ------------------------------------------------------------ | --------- | ------------- |
| 2007 | Muyayos de Raíz  | Primer Premio Músicas Étnicas y/o Fusionadas Fundación Canal |           | Primer Premio |
| 2010 | Muyayos de Raíz  | Festivales Prau                                              |           | Primer Premio |